# ینس لمبگ
ینس لمبگ (دانمارکی: Jens Lambæk; ۱۶ اکتبر ۱۸۹۹ – ۲۱ اکتبر ۱۹۸۵) ژیمناست هنری اهل دانمارک بود.